# Maroni Kumazawa
Maroni Kumazawa (熊沢 麿二, Kumazawa Maroni, 1895-1958) est un photographe japonais.